# Ochthebius nanus
Ochthebius nanus es una especie de escarabajo del género Ochthebius, familia Hydraenidae. Fue descrita científicamente por Stephens en 1829.
Se distribuye por Alemania, en el estado oriental de Turingia. Mide 1,7-1,9 milímetros de longitud.